# Vinícius de Siqueira
 Vinícius Mendes de Siqueira  (Goiânia,29 de setembro de 1982) é um voleibolista indoor brasileiro, com passagens por clubes brasileiros e estrangeiros, atuante na posição de  Central, que pela Seleção Brasileira de Novos representou a  Seleção Brasileira Militar na conquista da medalha de ouro na Copa Pan-Americana  de 2011 no Canadá e no mesmo ano foi medalhista de ouro nos Jogos Mundiais Militares no Brasil, além da medalha de ouro no Campeonato Mundial Militar de 2014 no Brasil.Em clubes foi  semifinalista do Campeonato Sul-Americano de Clubes de 2002 no Uruguai , disputou a edição da Liga dos Campeões da Europa 2007-08 e medalhista de prata no World Challenge Cup de 2008.

## Carreira
Natural de Goiânia migrou aos seis anos com sua família para a cidade de Itaberaí, onde começaria seus primeiros passos no voleibol. Aos 14 anos de idade praticava o vôlei com os amigos, brincando em uma quadra de areia na referida cidade. Em 1999 após completar 15 anos, mesmo enfrentando dificuldades financeiras, sempre contou com o apoio familiar e voltou para capital para praticar no SESI, onde tinha que pagar para praticar a modalidade e pelo fato do Estado de Goiás não ter uma equipe profissional buscou novos horizontes por conta própria, fez teste no Banespa, cuja duração era de cinco dias, no terceiro dia das peneiras foi cortado.
Enquanto Vini refletia quais rumos seguir, recebeu um convite de um técnico brasileiro que atuava no Barcelona de Guayaquil, aceitando o desafio permanecendo na temporada 2000-01, conquistando o título nacional do equatoriano na categoria adulto e o vice-campeonato na categoria juvenil, permanecendo neste clube por um ano, sendo uma experiência importante apesar da má remuneração, pois, além de aprender um novo idioma conclui o ensino médio.
Retornou ao Brasil em 2001, e o sonho Vini de ingressar no Banespa novamente surgiu uma oportunidade de teste, asseguraram que sua contratação era quase certa e levou junto seu amigo de Goiânia, Frederico, sendo este o escolhido e mais uma vez é cortado, como ainda não era conhecido e não tinha contatos, abatido, sua tristeza foi percebida pela psicóloga do Banespa que tinha contatos no meio do voleibol e indicou-lhe o Johnson Clube/Sundown de São José dos Campos onde atuou na temporada 2001-02, sem nenhum resultado expressivo e na 2002-03, apesar de não disputar a Superliga, após desistências dos clubes classificados que disputariam o Campeonato Sul-Americano de Clubes de 2002, tal clube foi convidado para participar desta competição em Montevideu-Uruguai, e Vini integrou a equipe que fez uma boa participação sendo semifinalista e encerrando com honroso quarto lugar, além deste resultado foi campeão dos Jogos Regionais e vice-campeão dos Jogos Abertos do Interior Paulista, pela categoria juvenil foi vice-campeão paulista, todos em 2002.
Após sequencias de falta de grandes oportunidades, Vini decide cursar Educação Física na Unorp cidade de São José do Rio Preto.Atuou pela representação do UNORP/São José do Rio Preto nas competições de 2003-04, sendo campeão em 2003 dos Jogos Regionais de São Paulo e Vice-campeão dos Jogos Abertos do Interior, no âmbito universitário foi ouro nos Jogos Universitários de São Paulo e bronze nos JUBs.
Foi em 2004 que a primeira oportunidade em um clube profissional surgiu após seu desempenho nos Jogos Abertos supramencionado representantes da Unisul/Cimed se interessaram pelo atleta, então Vini migra para Florianópolis, passando a jogar ao lado de grandes ídolos seus como: Giovane e Marcelinho cujo técnico era Renan Dal Zotto e atual por este clube nas competições de 2004-05, conquistando ouro no Campeonato Catarinense de 2004, e no mesmo ano foi vice-campeão do Grand Prix e disputou sua primeira Superliga Brasileira A, e avançou as quartas de final, encerrando na sétima posição.
Na temporada 2005-06 passa a defender o clube rival da sua última passagem, a Cimed, conquistando por esta equipe o vice-campeonato catarinense de 2005, sua segunda final consecutiva na competição, também neste mesmo ano foi vice-campeão da Copa Mercosul e campeão: dos Jogos Abertos do Interior de Santa Catarina, do Grand Prix e da Liga Nacional.Na Superliga Brasileira A, Vini, não era titular e essa equipe chega a final da competição mesmo sendo uma equipe jovem, e no Ginásio do Mineirinho, palco da final, Vini entra e contribui para conquista do título inédito em sua carreira e sua grande atuação rendeu-lhe o título do Melhor Jogador da Final da Superliga Brasileira A 2005-06.
Renovou contrato por mais uma temporada com a equipe catarinense e conquistou o bicampeonato catarinense em 2006, sendo o destaque da competição,eleito o Melhor Jogador, como prêmio recebeu do patrocinador um automóvel, mas julgou mérito de toda equipe, dividiu o prêmio com seus companheiros; sagrou-se em 2006 bicampeão: dos Jasc, da Copa Mercosul. Novamente chega a sua segunda final consecutiva na Superliga Brasileira A 2006-07, perdendo apenas um jogo, recorde na época e ele na condição de titular, esta final era a revanche da temporada passada, desta vez escapa o bicampeonato, encerrando com vice-campeonato e disputou seu primeiro Campeonato Sul-Americano de Clubes no ano de 2006 conquistando a medalha de ouro.
Em 2007 recebe uma proposta do voleibol espanhol e firma contratado com o Drac Palma CV Pórtol para temporada 2007-08, sendo bronze da Copa da Espanha, ouro na Supercopa da Espanha de 2007 e semifinalista da Copa de S.M Rei da Espanha de 2007, e conquistou também o título da Superliga Espanhola A, participou da Liga dos Campeões da Europa encerrando na sexta colocação.
Após passagem pela Espanha, retornou ao Brasil e a seu primeiro grande clube, o Tigre/Unisul/Joinville, desta vez com Giovane Gávio como técnico, e Vini disputou as competições da temporada 2008-09, sendo vice-campeão estadual de 2008, e avançou até as quartas de final da Superliga Brasileira A correspondente a esta jornada, mas encerra apenas na quinta colocação e disputou o World Challenge Cup, na época equivalente ao Mundial Interclubes ainda não chancelado pela Federação Internacional de Voleibol, conquistando o vice-campeonato.
Em 2009 é contratado pelo Sesi-SP, conquistando os títulos da Copa São Paulo e do Campeonato Paulista, ambos em 2009, na Superliga Brasileira A 2009-10 chegou as semifinais, mas terminou em quarto lugar.Com contrato renovado com esse clube paulista, Vini disputou as competições da temporada 2010-11, chegando a sua segunda final consecutiva do Campeonato Paulista, quando conquistou o vice-campeonato em 2010 e pela Superliga Brasileira A 2010-11, chegou a mais uma final e conquistou seu bicampeonato na competição e novamente tendo como palco o Ginásio Mineirinho e realizou uma grande partida com dez pontos de ataque, cinco de bloqueio e ainda fez um ace realizando o sonho de efetuar o ponto final do título, foi Segundo Maior Pontuador da edição, atrás do apenas do Wallace de Souza.
Em 2011 foi convocado para Seleção Brasileira Militar em preparação para os Jogos Mundiais Militares neste ano disputou em Gatineau-Canadá a edição da Copa Pan-Americana, na qual conquista a medalha de ouro. Nos Jogos Mundiais Militares de 2011 é medalhista de ouro.Ainda em 2011 deixa o Sesi devido a concorrência a titularidade da equipe, já tinha assinado um pré-contrato por mais dois anos com este clube, fora das quadras sua esposa Hevelin grávida o incentivou na decisão e de forma amigável deixou o clube da capital paulista e passou a defender o Vôlei Futuro da cidade de Araçatuba.
Disputou pelo Vôlei Futuro as competições de 2011-12, conquistando os títulos dos Jogos Abertos do Interior, dos Jogo Regionais e o bronze do Campeonato Paulista de 2011 e na edição correspondente a esta jornada da Superliga Brasileira A chega a mais uma final, porém termina com o vice-campeonato, individualmente voltou a ser destaque sendo eleito o Melhor Saque e o quarto Melhor Bloqueador deste evento.Permaneceu nesse clube na temporada 2012-13 onde foi bronze no Campeonato Paulista de 2012 e desta vez ficou fora dos playoffs da Superliga Brasileira A encerrando na noca colocação, mas individualmente repetiu no fundamento dos bloqueios a quarta posição entre os que melhor desempenharam tal fundamento.
Na temporada 2013-14 é contratado pelo Vôlei Brasil Kirin/Campinas conquistou o vice-campeonato no Campeonato Paulista de 2013 e bronze na Copa Brasil de 2014 sediada em  Maringá, PR e pela Superliga Brasileira A 2013-14 avançou até as semifinais encerrando em quarto lugar.
Em 2014 foi convocado para Seleção Brasileira de Novos para representar a Seleção Militar mais uma vez e conquistou a medalha de ouro na 33ª edição do Campeonato Mundial Militar deste ano , realizado no Rio de Janeiro. Renovou com o Brasil Kirin/Campinas para a jornada 2014-15.

## Títulos e Resultados
- World Challenge Cup:2008[1]
- Campeonato Sul-Americano de Clubes:2002[1]
- Copa Mercosul:2006[1]
- Copa Mercosul:2005[1]
- Copa do Brasil: 2014[1]
- Supercopa da Espanha:2007[2]
- Copa da Espanha:2007[1]
- Superliga Brasileira A:2005-06, 2006-07, 2010-11[1]
- Superliga Brasileira A:2011-12[1]
- Superliga Brasileira A:2009-10,[1] 2013-14
- Liga A Equatoriana:2000-01[1]
- Liga A Equatoriana Juvenil :2000-01[1]
- Superliga Espanhola A:2007-08[1]
- Liga Nacional:2005[1]
- Grand Prix:2005[1]
- Grand Prix:2004[1]
- Campeonato Paulista:2009,2010[1]
- Campeonato Paulista:2013[1]
- Campeonato Paulista:2011,2012[1]
- Campeonato Paulista Juvenil:2002[1]
- Campeonato Catarinense:2004,2006[1]
- Campeonato Catarinense:2005,[1] 2008[2]
- Jogos Abertos do Interior Paulista:2011[1]
- Jogos Abertos do Interior Paulista:2002,2003[1]
- Jogos Regionais de São Paulo:2002,2003,2011[1]
- Jasc:2005, 2006[1]
- Jup:2003[1]
- JUBs:2003[1]
- Copa São Paulo:2009[1]

## Premiações Individuais
- MVP da Final da Superliga Brasileira A de 2005-06[1]
- MVP do Campeonato Catarinense de 2006[2]
- 2º Maior Pontuador da Superliga Brasileira A de 2010-11[2]
- MVP da Final da Superliga Brasileira A de 2010-11[4]
- Melhor Sacador da Superliga Brasileira A de 2011-12[1]
- 4º Melhor Bloqueador da Superliga Brasileira A de 2011-12[1]
- 4º Melhor Bloqueador da Superliga Brasileira A de 2012-13[1]

## Ligações Externas
- Perfil Vini (pt)